# Arche (entreprise)
Cet article concerne l’entreprise immobilière. Pour les restaurants, voir L'Arche (restauration).
Pour les articles homonymes, voir Arche.
Arche est un groupe d'entreprises français spécialisé dans l'immobilier, créé en 1990 et dirigé par Philippe Briand. Il regroupe plusieurs réseaux d'agences immobilières, ainsi que des filiales dans la gestion de syndic de copropriété, l'assurance et les diagnostics immobiliers.
Elle fait partie du holding du groupe Citya

## Historique
Le groupe Arche est créé en 1990 à Tours par Philippe Briand.
En 2017, Arche rachète le réseau de la franchise immobilière Laforêt pour « 30 à 40 millions d’euros » selon le journal Les Échos,.
En 2019, Nexity revend au groupe Arche le réseau Guy Hoquet l’Immobilier, dont il était actionnaire majoritaire depuis 2006.
En mai 2021, Arche rachète, pour environ 80 millions d’euros, le réseau Century 21 France au groupe Nexity.
En mars 2022, Arche rachète le réseau Nestenn et devient ainsi le numéro 1 de l'immobilier en France  ainsi que le leader européen de la transaction immobilière avec un volume d'affaires de 1,6 milliard d'euros et 23.500 collaborateurs directs et indirects 

## Activité
D'après le magazine Capital en 2021, le groupe réalise 500 millions de chiffre d'affaires. Depuis le rachat de Century 21, Arche regroupe, en tant que franchiseur, 2 400 agences immobilières. Il détient ainsi une part de marché de 10 % dans les transactions de l'immobilier ancien en France. Par ailleurs, la plus ancienne filiale du groupe, la société Citya immobilier, est la première entreprise indépendante de gestion et de syndic de copropriété en France,[source insuffisante].

## Controverse
Le 6 février 2024, le média l'Informé publie en ligne une enquête consacrée aux coulisses du groupe Arche (Citya, Guy Hoquet, Century 21). Dans l'article, d'anciens salariés dénoncent des burn-out, brimades et licenciements abusifs. Le 22 mars 2024, un nouvel article du même média relate de nouveaux témoignages accablant le management chez Citya. Le 2 avril 2024, c'est le journal La Nouvelle République qui fait état du témoignage de collaborateurs d'une agence Citya, et dépeignent un climat délétère, se plaignant des méthodes de management du directeur.

### Actionnariat
Philippe Briand détient la « quasi-totalité du capital »[Combien ?],.